# Euphorbia kamerunica
Euphorbia kamerunica  es una especie fanerógama perteneciente a la familia de las euforbiáceas. Es endémica de Togo, Benín, Nigeria y Camerún.

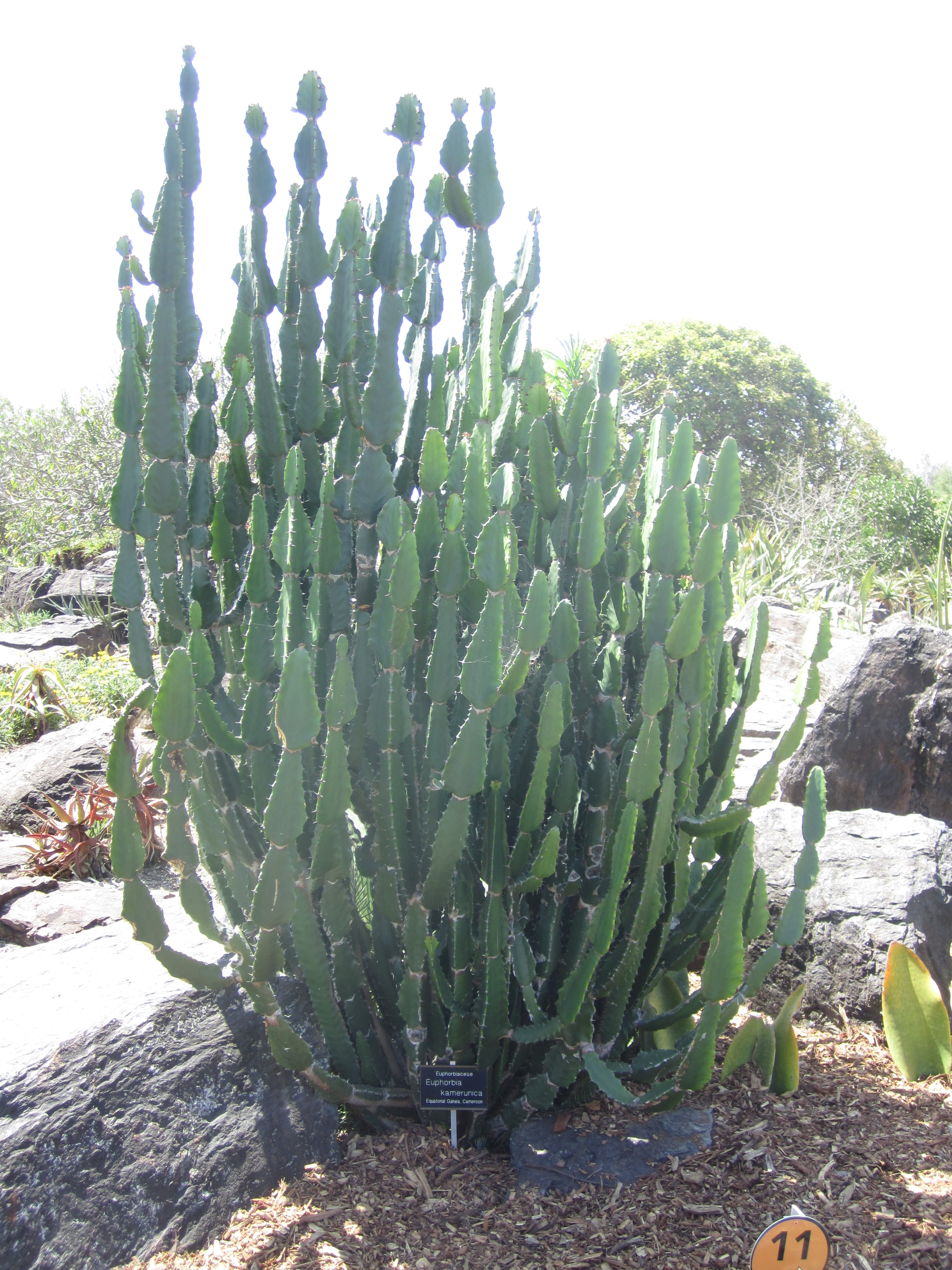
Detalle de la planta

## Descripción
Es un arbusto o árbol con ramas candelabriformes de 7,5-10 m de altura, forma masas enredadas de 5-6 m de diámetro, normalmente con un tronco de 50 cm Ø en la base.

## Ecología
Se encuentra en las rocas. - A menudo se plantan en las ciudades y pueblos.

## Taxonomía
Euphorbia kamerunica fue descrita por Ferdinand Albin Pax y publicado en Botanische Jahrbücher für Systematik, Pflanzengeschichte und Pflanzengeographie 34: 75. 1904.
Etimología
Euphorbia: nombre genérico que deriva del médico griego del rey Juba II de Mauritania (52 a 50 a. C. - 23), Euphorbus, en su honor – o en alusión a su gran vientre –  ya que usaba médicamente Euphorbia resinifera. En 1753 Carlos Linneo asignó el nombre a todo el género.
kamerunica: epíteto geográfico que alude a su localización en Camerún.
Sinonimia
- Euphorbia barteri N.E.Br. in D.Oliver & auct. suc. (eds.) (1912).[5][6]